# Denver Auditorium Arena
Denver Auditorium Arena fue un estadio cubierto ubicado en la esquina de las calles 13 y Champa en Denver, Colorado. Fue construido como el Auditorio Municipal de Denver en 1908 durante la administración del alcalde de Denver Robert W. Speer. El edificio fue inaugurado el 7 de julio de 1908 y fue sede de la Convención Nacional Demócrata ese mismo año.

## Historia
Con una capacidad para 12.500 espectadores, el edificio fue en el momento de su inauguración el segundo más grande de Estados Unidos, sólo superado por el Madison Square Garden de Nueva York. Inicialmente, el lugar estaba configurado y equipado para celebrar numerosos tipos de eventos, incluyendo teatro, ópera, convenciones, eventos deportivos, exposiciones, conciertos y demás. Se realizaron renovaciones en el edificio en la década de 1940, y en 1953 la mitad sur del edificio se convirtió en el Auditorio Arena, un lugar puramente deportivo con capacidad para 6.841 espectadores.
El recinto fue la sede del equipo original de los Denver Nuggets que compitieron en la NBL y en la temporada inaugural de la NBA. A partir de 1967 albergó los partidos de los Denver Rockets de la ABA, que posteriormente se convertirían en los Denver Nuggets tras su paso a la NBA, donde siguieron jugando hasta 1975, cuando se trasladaron al McNichols Sports Arena.

## Eventos
El 26 de diciembre de 1968, el grupo de rock Led Zeppelin dio su primer concierto en los Estados Unidos en el Auditorium Arena. En los últimos años de su existencia, el edificio fue un lugar popular para el wrestling, y fue sede de eventos de la AWA y la WWF.
En 1990, la porción de ámbito deportivo del edificio, construido en 1953, fue demolida para dejar espacio para el Teatro Temple Buell, y en 2005, la porción del auditorio del edificio (construido en 1907-08) fue remodelada  y reconvertida en la Ellie Caulkins Opera House.